# Врело Лађевац
Врело Лађевац је некаптиран извор, који се налази у оквиру резервата природе Кањон Раче, на планини Тари, у оквиру НП Тара.
Врело се налази на десној кањонској страни, при изласку из кањона, на 498 м.н.в., гравитационог је типа, спада у акрато-термалне изворе, са температуром воде 15-18°c и издашношћу 50дм³/с. Избија из низа кречњачких пукотина и тече преко 18m бигрених наслага које је створио.
До њега се стиже бициклистичком стазом из правца манастира Рача.